# Bocksbachtal
Bocksbachtal ist ein Landschaftsschutzgebiet im Landkreis Karlsruhe (Schutzgebietsnummer 2.15.001) und im Enzkreis (Schutzgebietsnummer 2.36.001).

## Lage und Beschreibung
Das Landschaftsschutzgebiet entstand durch Verordnung des damaligen Badischen Ministeriums für Kultus und Unterricht vom 17. Januar 1939. Es umfasst das Tal des Bocksbachs zwischen Karlsbad bis rund 800 Meter hinter dem Karlsbader Ortsteil Mutschelbach. Der Bocksbach tritt dann in das LSG Pfinzgau über, bevor er bei Kleinsteinbach in die Pfinz mündet. Hinter Mutschelbach gehört ein schmaler Streifen des Schutzgebiets zum Enzkreis.
Es gehört zum Naturraum 125-Kraichgau innerhalb der naturräumlichen Haupteinheit 12-Neckar- und Tauber-Gäuplatten und liegt zwischen Karlsbad und der A 8 im Naturpark Schwarzwald Mitte/Nord und im FFH-Gebiet Nr. 7117-341 Bocksbach und obere Pfinz.

## Schutzzweck
Wesentlicher Schutzzweck ist die Erhaltung des noch weitgehend in natürlichem Zustand erhaltenen Bocksbachtals als Wiesentälchen mit schönem Ufergehölz.